# Awa Bamogo
Pour les articles homonymes, voir Bamogo.
Awa Bamogo, née le 15 juin 1999 à Ouahigouya, est une coureuse cycliste burkinabé.

## Biographie

### Etudes & Enfances
Awa Bamogo naît à Ouagadougou. Elle fait des études primaires dans une école de la capitale....
Courant 2018, elle intègre les rangs de la section cyclisme de l'Union sportive des Forces armées.
En novembre 2019, elle participe à un test d'entrée au Centre mondial du cyclisme.
En 2023, elle est médaillée de bronze du championnat d'Afrique du contre-la-montre par équipes mixtes.

## Palmarès sur piste

### Championnats d'Afrique
- Le Caire 2020
  -  Médaillée de bronze de la poursuite individuelle

## Palmarès sur route
- 2019
  -  Championne du Burkina Faso de course en ligne
  -  Médaillée de bronze du championnat d'Afrique sur route espoirs
- 2021
  -  Championne du Burkina Faso de course en ligne
  - Tour du Faso
- 2022
  -  Médaillée de bronze du championnat d'Afrique sur route
- 2023
  -  Médaillée d'argent du championnat d'Afrique du contre-la-montre
  - 2e du championnat du Burkina Faso de course en ligne
  -  Médaillée de bronze du championnat d'Afrique du contre-la-montre par équipes mixtes
- 2024
  - 1re étape du Tour International du Burundi
  - Lauréate du Grand Prix de la ville de Bujumbura
- 2025
  -  Championne du Burkina Faso de course en ligne

### Classements mondiaux
| Année                                 | 2019 | 2020 | 2021 | 2022 | 2023 | 2024 |
| ------------------------------------- | ---- | ---- | ---- | ---- | ---- | ---- |
| Classement UCI                        | 361e | nc   | 196e | 179e | 141e | 329e |
|                                       |      |      |      |      |      |      |
| Légende : nc = non classéSource : UCI |      |      |      |      |      |      |